# Turkse voetbalbeker 2021/22

De Turkse voetbalbeker 2021/22 is de 60ste editie van de Turkse voetbalbeker. De finale werd gespeeld op 26 mei 2022. Winnaar Sivasspor kwalificeerde zich voor de play-off fase van de UEFA Europa League 2022/23.

## Eerste ronde
Teams uit de 3. Lig streden in deze ronde voor een plaats in de tweede ronde.
| Team 1               | Res.       | Team 2           |
| -------------------- | ---------- | ---------------- |
| Batman Petrolspor    | 0 – 1      | Hendekspor       |
| Siirt İl Özel İdare  | 0 – 1 (nv) | Çankaya FK       |
| Iğdır FK             | 1 – 0 (nv) | Orduspor 1967 SK |
| Karaman Belediyespor | 2 – 5      | Kahta 02 Spor    |
| Kuşadasıspor         | 3 – 0      | Modafen          |

## Tweede ronde
| Team 1                   | Res.         | Team 2                         |
| ------------------------ | ------------ | ------------------------------ |
| Elazığspor               | 0–1          | Arnavutköy Belediyespor        |
| Karaköprü Belediyespor   | 2–0          | Kızılcabölükspor               |
| Nevşehir Belediyespor    | 3–0          | Fethiyespor                    |
| Belediye Derincespor     | 2–1          | Erbaaspor                      |
| Edirnespor               | 3–0          | Çatalcaspor                    |
| İçel İdmanyurdu          | 1–1 ns (5-6) | Düzcespor                      |
| Çankaya FK               | 3–2          | Ofspor                         |
| Ağrı 1970 Spor           | 1–0 (nv)     | Kuşadasıspor                   |
| Yomraspor                | 4–0          | Malatya Yeşilyurt Belediyespor |
| Artvin Hopaspor          | 2-0          | Başkent Gözgözler Akademi      |
| Fatsa Belediyespor       | 1–0 (nv)     | Beyoğlu Yeni Çarşı FK          |
| 1954 Kelkit Belediyespor | 2-2 ns (2-3) | Ceyhanspor                     |
| Alanya Kestelspor        | 2-0          | Bursa Yıldırımspor             |
| Çarşambaspor             | 1-1 ns (4-2) | Altındağspor                   |
| 68 Aksaray Belediyespor  | 3-0          | Bayrampaşa SK                  |
| Bergama Belediyespor     | 1-1 ns (5-4) | Sancaktepe FK                  |
| Büyükçekmece Tepecikspor | 2-2 ns (3-2) | Kırıkkale Büyük Anadoluspor    |
| Şile Yıldızspor          | 0-0 ns (4-2) | İskenderunspor                 |
| Hendekspor               | 1-3          | 52 Orduspor                    |
| Esenler Erokspor         | 1-1 ns (6-7) | Osmaniyespor                   |
| Mardin 1969 Spor         | 1-0          | Gümüşhanespor                  |
| Iğdır FK                 | 0-0 ns (4-3) | Elazığ Karakoçan FK            |
| Hacettepe SK             | 1-3          | Kahta 02 Spor                  |
| Belediye Kütahyaspor     | 0-0 ns (2-4) | Darıca Gençlerbirliği          |
| Kardemir Karabükspor     | 1-3 (nv)     | Karşıyaka SK                   |

## Derde ronde
| Pot 1 (44) | Pot 1 (44) | Pot 1 (44) | Pot 1 (44) | Pot 2 (44) | Pot 2 (44) | Pot 2 (44) | Pot 2 (44) |
| --- | --- | --- | --- | --- | --- | --- | --- |
| - Antalyaspor - Kayserispor - Adana Demirspor - Giresunspor - Altay - BB Erzurumspor - MKE Ankaragücü - Gençlerbirliği - Denizlispor - Samsunspor - İstanbulspor | - Altınordu - Keçiörengücü - Ümraniyespor - Tuzlaspor - Bursaspor - Bandırmaspor - Boluspor - Balıkesirspor - Adanaspor - Menemenspor - Eyüpspor | - Manisaspor - Kocaelispor - Akhisar Belediyespor - Ankaraspor - Eskişehirspor - Sakaryaspor - Hekimoğlu Trabzon - Kırşehir Belediyespor - Kırklarelispor - Ankara Demirspor - Vanspor | - 24 Erzincanspor - Bodrumspor - Sarıyer - Etimesgut Belediyespor - Afjet Afyonspor - Amed SK - Karacabey Belediyespor - Uşakspor - Turgutluspor - Çorum FK - Serik Belediyespor | - Pendikspor - Kahramanmaraşspor - Pazarspor - Zonguldak Kömürspor - Tarsus Idman Yurdu - Niğde Anadolu - Bayburt Özel İdarespor - Inegölspor - Sivas Belediyespor - Şanlıurfaspor - 1922 Konyaspor | - Ergene Velimeşe SK - Kastamonuspor 1966 - Somaspor - Diyarbekirspor - Nazilli Belediyespor - Adıyaman 1954 Spor - Bucaspor 1928 - Isparta 32 Spor - Düzcespor - 68 Aksaray Belediyespor - Yomraspor | - Arnavutköy Belediyespor - Çarşambaspor - Edirnespor - Mardin 1969 Spor - 52 Orduspor - Karşıyaka - Belediye Derincespor - Büyükçekmece Tepecikspor - Alanya Kestelspor - Artvin Hopaspor - Darıca Gençlerbirliği | - Şile Yıldızspor - Karaköprü Belediyespor - Fatsa Belediyespor - Ağrı 1970 Spor - Ceyhanspor - Osmaniyespor - Bergama Belediyespor - Nevşehir Belediyespor - Kahta 02 Spor - Çankaya FK - Iğdır FK |

| Team 1                 | Res.         | Team 2                   |
| ---------------------- | ------------ | ------------------------ |
| Ankaragücü             | 2-0          | Somaspor                 |
| Boluspor               | 1-0          | Çarşambaspor             |
| Akhisarspor            | 4-2 (nv)     | Bergama Belediyespor     |
| Amed SK                | 3-2          | Tarsus Idman Yurdu       |
| Eyüpspor               | 2-0          | Bucaspor 1928            |
| Altay                  | 5-1          | Belediye Derincespor     |
| Samsunspor             | 2-1          | 1922 Konyaspor           |
| Adanaspor              | 2-0          | Adıyaman 1954 Spor       |
| Kocaelispor            | 2-0 (nv)     | Bayburt Özel İdarespor   |
| 24 Erzincanspor        | 1-3          | 52 Orduspor              |
| Çorum FK               | 0-2          | Arnavutköy Belediyespor  |
| Hekimoğlu Trabzon      | 1-1 ns (5-4) | Düzcespor                |
| Turgutluspor           | 1-2          | Mardin 1969 Spor         |
| Vanspor                | 1-0          | Zonguldak Kömürspor      |
| Ankara Demirspor       | 2-1 (nv)     | Yomraspor                |
| Keçiörengücü           | 0-0 ns (4-5) | Ağrı 1970 Spor           |
| Etimesgut Belediyespor | 0-1          | Kahta 02 Spor            |
| Kırşehir Belediyespor  | 3-2          | Darıca Gençlerbirliği    |
| Serik Belediyespor     | 7-0          | Pazarspor                |
| Afjet Afyonspor        | 3-1          | Sivas Belediyespor       |
| Ankaraspor             | 2-0          | Inegölspor               |
| Balıkesirspor          | 0-2          | Alanya Kestelspor        |
| Bodrumspor             | 3-1 (nv)     | Isparta 32 Spor          |
| Denizlispor            | 1-1 ns (4-3) | Şile Yıldızspor          |
| Eskişehirspor          | 0-2          | Iğdır FK                 |
| Istanbulspor           | 5-0          | Ergene Velimeşe SK       |
| Kırklarelispor         | 0-1          | Osmaniyespor             |
| Manisaspor             | 1-0          | Fatsa Belediyespor       |
| Menemenspor            | 1-0          | Karşıyaka                |
| Bandırmaspor           | 2-0          | Çankaya FK               |
| Sarıyer                | 2-0          | Edirnespor               |
| Karacabey Belediyespor | 1-2          | Şanlıurfaspor            |
| Uşakspor               | 1-1 ns (3-2) | Nevşehir Belediyespor    |
| BB Erzurumspor         | 0-0 ns (5-6) | Nazilli Belediyespor     |
| Bursaspor              | 6-1          | Ceyhanspor               |
| Kayserispor            | 3-0 (nv)     | Artvin Hopaspor          |
| Ümraniyespor           | 3-1 (nv)     | Kahramanmaraşspor        |
| Altınordu              | 5-3 (nv)     | Büyükçekmece Tepecikspor |
| Gençlerbirliği         | 3-1          | Pendikspor               |
| Tuzlaspor              | 0-1          | 68 Aksaray Belediyespor  |
| Sakaryaspor            | 2-1          | Karaköprü Belediyespor   |
| Antalyaspor            | 5-0          | Diyarbekirspor           |
| Adana Demirspor        | 3-0          | Niğde Anadolu FK         |
| Giresunspor            | afgelast*    | Kastamonuspor 1966       |

* Kastamonuspor 1966 heeft zich teruggetrokken uit het voetbalseizoen vanwege de verwoestende overstromingen in de regio.

## Vierde ronde
| Pot 1 (27) | Pot 1 (27) | Pot 1 (27) | Pot 2 (27) | Pot 2 (27) | Pot 2 (27) |
| --- | --- | --- | --- | --- | --- |
| - Antalyaspor - Adana Demirspor - Hatayspor - Alanyaspor - Fatih Karagümrük - Gaziantep FK - Göztepe - Konyaspor - İstanbul Başakşehir | - Çaykur Rizespor - Kasımpaşa - Yeni Malatyaspor - Kayserispor - Giresunspor - Altay - Ankaragücü - Gençlerbirliği - Denizlispor | - Samsunspor - İstanbulspor - Altınordu - Ümraniyespor - Bursaspor - Bandırmaspor - Boluspor - Adanaspor - Menemenspor | - Eyüpspor - Manisaspor - Kocaelispor - Akhisarspor - Ankaraspor - Sakaryaspor - Hekimoğlu Trabzon - Kırşehir Belediyespor - Ankara Demirspor | - Vanspor - Bodrumspor - Sarıyer - Afjet Afyonspor - Amed SK - Uşakspor - Serik Belediyespor - Şanlıurfaspor - Nazilli Belediyespor | - 68 Aksaray Belediyespor - Arnavutköy Belediyespor - Mardin 1969 Spor - 52 Orduspor - Alanya Kestelspor - Ağrı 1970 Spor - Osmaniyespor - Kahta 02 Spor - Iğdır FK |

| Team 1              | Res.         | Team 2                  |
| ------------------- | ------------ | ----------------------- |
| Bandırmaspor        | 5-0          | Şanlıurfaspor           |
| Kasımpaşa           | 5-0          | Alanya Kestelspor       |
| Gençlerbirliği      | 1-1 ns (2-4) | Mardin 1969 Spor        |
| Istanbulspor        | 2-3          | Afjet Afyonspor         |
| Bursaspor           | 2-1 (nv)     | Kırşehir Belediyespor   |
| Altay               | 4-2          | Manisaspor              |
| İstanbul Başakşehir | 1-1 ns (1-3) | Bodrumspor              |
| Adana Demirspor     | 5-0          | Serik Belediyespor      |
| Antalyaspor         | 4-0          | Amed SK                 |
| Rizespor            | 0-1          | Ankaraspor              |
| Altınordu           | 1-3          | 68 Aksaray Belediyespor |
| Boluspor            | 4-2          | 52 Orduspor             |
| Samsunspor          | 4-0          | Uşakspor                |
| Denizlispor         | 3-0          | Ağrı 1970 Spor          |
| Adanaspor           | 1-2          | Kocaelispor             |
| Fatih Karagümrük    | 2-0          | Sarıyer                 |
| Alanyaspor          | 6-0          | Osmaniyespor            |
| Kayserispor         | 4-0          | Iğdır FK                |
| Hatayspor           | 1-1 ns (5-4) | Eyüpspor                |
| Giresunspor         | 4-2          | Ankara Demirspor        |
| Ümraniyespor        | 3-2          | Arnavutköy Belediyespor |
| Menemenspor         | 3-0          | Hekimoğlu Trabzon       |
| Ankaragücü          | 3-0          | Nazilli Belediyespor    |
| Yeni Malatyaspor    | 3-1 (nv)     | Akhisarspor             |
| Göztepe             | 5-0          | Kahta 02 Spor           |
| Konyaspor           | 3-1          | Vanspor                 |
| Gaziantep FK        | 3-1          | Sakaryaspor             |

## Vijfde ronde
| Pot 1 (16)                                                                                                  | Pot 1 (16) | Pot 2 (16)                                                                                              | Pot 2 (16) |
| --- | --- | --- | --- |
| - Beşiktaş - Galatasaray - Fenerbahçe - Trabzonspor - Sivasspor - Antalyaspor - Adana Demirspor - Hatayspor | - Alanyaspor - Fatih Karagümrük - Gaziantep FK - Göztepe - Konyaspor - Kasımpaşa - Yeni Malatyaspor - Kayserispor | - Giresunspor - Altay - Ankaragücü - Denizlispor - Samsunspor - Bursaspor - Ümraniyespor - Bandırmaspor | - Menemenspor - Boluspor - Kocaelispor - Ankaraspor - Bodrumspor - Afjet Afyonspor - 68 Aksaray Belediyespor - Mardin 1969 Spor |

| Team 1           | Res.         | Team 2                  |
| ---------------- | ------------ | ----------------------- |
| Kasımpaşa        | 5-3 (nv)     | Kocaelispor             |
| Hatayspor        | 1-0          | Menemenspor             |
| Antalyaspor      | 2-1          | Giresunspor             |
| Trabzonspor      | 1-0          | Boluspor                |
| Galatasaray      | 3-3 ns (5-6) | Denizlispor             |
| Alanyaspor       | 5-0          | Mardin 1969 Spor        |
| Fatih Karagümrük | 4-0          | Bodrumspor              |
| Adana Demirspor  | 3-2          | Ankaraspor              |
| Göztepe          | 1-0          | Samsunspor              |
| Fenerbahçe       | 2-0 (nv)     | Afjet Afyonspor         |
| Yeni Malatyaspor | 2-3          | Bandırmaspor            |
| Kayserispor      | 4-0          | 68 Aksaray Belediyespor |
| Konyaspor        | 2-0          | Ümraniyespor            |
| Sivasspor        | 2-1          | Ankaragücü              |
| Gaziantep FK     | 1-1 ns (5-4) | Bursaspor               |
| Beşiktaş         | 1-0          | Altay                   |

## Laatste 16
| Team 1           | Res.         | Team 2          |
| ---------------- | ------------ | --------------- |
| Kasımpaşa        | 1-2          | Gaziantep FK    |
| Fatih Karagümrük | 5-4 (nv)     | Konyaspor       |
| Fenerbahçe       | 0-1          | Kayserispor     |
| Bandırmaspor     | 2-4          | Sivasspor       |
| Hatayspor        | 0-2          | Antalyaspor     |
| Denizlispor      | 1-2          | Trabzonspor     |
| Alanyaspor       | 1-1 ns (4-2) | Adana Demirspor |
| Beşiktaş         | 0-0 ns (3-1) | Göztepe         |

## Kwartfinale
| Team 1      | Res.     | Team 2           |
| ----------- | -------- | ---------------- |
| Trabzonspor | 2-0      | Antalyaspor      |
| Sivasspor   | 1-0      | Fatih Karagümrük |
| Alanyaspor  | 2-1 (nv) | Gaziantep FK     |
| Beşiktaş    | 1-2      | Kayserispor      |

## Halve finales
| Team 1      | Tot. | Team 2      | 1e wedstr. | 2e wedstr. |
| ----------- | ---- | ----------- | ---------- | ---------- |
| Kayserispor | 4-3  | Trabzonspor | 0-1        | 4-2        |
| Sivasspor   | 3-2  | Alanyaspor  | 2-1        | 1-1        |

## Finale
|                               |                                                          |          |                                       |                                                                                            |
| 26 mei 2022 20:45 uur (GMT+3) | Sivasspor                                                | 3–2 (nv) | Kayserispor                           | Atatürk Olympisch Stadion, Istanboel Toeschouwers: 27.798 Scheidsrechter: Halil Umut Meler |
| 26 mei 2022 20:45 uur (GMT+3) | Aaron Appindangoyé 60' Max Gradel 95' Moussa Konaté 113' |          | Ramazan Civelek 33' İlhan Parlak 107' | Atatürk Olympisch Stadion, Istanboel Toeschouwers: 27.798 Scheidsrechter: Halil Umut Meler |

1962-63 · 1963/64 · 1964/65 · 1965/66 · 1966/67 · 1967/68 · 1968/69 · 1969/70 · 1970/71 · 1971/72 · 1972/73 · 1973/74 · 1974/75 · 1975/76 · 1976/77 · 1977/78 · 1978/79 · 1979/80 · 1980/81 · 1981/82 · 1982/83 · 1983/84 · 1984/85 · 1985/86 · 1986/87 · 1987/88 · 1988/89 · 1989/90 · 1990/91 · 1991/92 · 1992/93 · 1993/94 · 1994/95 · 1995/96 · 1996/97 · 1997/98 · 1998/99 · 1999/00 · 2000/01 · 2001/02 · 2002/03 · 2003/04 · 2004/05 · 2005/06 · 2006/07 · 2007/08 · 2008/09 · 2009/10 · 2010/11 · 2011/12 · 2012/13 · 2013/14 · 2014/15 · 2015/16 · 2016/17 · 2017/18 · 2018/19 · 2019/20 · 2020/21 · 2021/22 · 2022/23 · 2023/24 · 2024/25